# ميسون سرور
ميسـون سـرور كاتبة وموسيقية مصرية، تعمل كمُدرسة موسيقى، وهي روائية وشاعرة وكاتبة سيناريو ، تخرجت عام 1998م من أكاديمية اللغات والترجمة، وحصلت على ليسانس لغات وترجمة (إسباني \ إنجليزي). في عام 2001م، حصلت على شهادة الأكاديمية البريطانية الموسيقية في نظريات الموسيقى والجيتار. وبداية من عام 2013م وحتى 2021م صدر لها عدة روايات متنوعة يصل عددها إلى 16 رواية طويلة للبالغين ، وفي مجال الشعر والأغاني نشرت لها مجموعة من القصائد في الصحف.

## عملهـا
بدأت عملها كمُدرسة للموسيقى ومُخرجة للحفلات بالمدارس الدولية الأجنبية، إلى جانب استكمال دراستها للموسيقى التي كانت قد بدأتها منذ الطفولة، حتى حصلت على درجة الدبلوم في الأكاديمية البريطانية الموسيقية في نظريات الموسيقى والجيتار عام 2001م.

## المسيرة المهنية
بدأت تتعلم الموسيقى في السابعة من عمرها، فتعلمت عزف البيانو والجيتار والغناء، وفي المرحلة الابتدائية نمت اهتماماتها بالقراءة وكتابة الشعر بالفصحى والعامية وتأليف القصص، واستمرت في الاهتمام بتلك الموهبة حتى أنهت المرحلة الإعدادية، تحت إشراف أساتذة اللغة العربية ووالدها الدكتور في اللغة العربية. في المرحلة الثانوية أخذت الكتابة الحيز الأكبر من وقتها وهواياتها بين الفنون والرياضة، وبدأت في كتابة رواياتها والشعر الغنائي، والمشاركة بها في المسابقات المدرسية.
إلى جانب دراستها للموسيقى درست اللغات والترجمة، وأصبح الأدب الإسباني جزءاً كبيراً من دراستها، ثم عملت مُدرسة للموسيقى بالمدارس الدولية الأجنبية، وخلال وقت قصير تم تعيينها رئيسة قسم الموسيقى، وصارت أصغر مدرسة تحصل على هذه الترقية والمسؤولية في بداية مسيرتها المهنية، وإلى جانب رئاسة قسم الموسيقى صارت ميسـون مديرة للأنشطة ومخرجة ومنظمة الحفلات والعروض الفنية والموسيقية والمسرحية.
خلال عمل ميسـون في مجال التعليم وإخراج الحفلات، كتبت ولحنت ووزعت مئات الأغاني المتنوعة بعدة لغات مختلفة، كتبت عددًا من النصوص المسرحية الغنائية بالعربية والإنجليزية لطلابها في العروض الموسيقية، وأخرجتها لهم موسيقياً ومسرحياً، أنشأت عدة مرات في كل مدرسة فرقا من العازفين لمختلف الآلات الموسيقية، إلى جانب فرق الغناء الجماعي (الكورال) من أطفال الابتدائي وحتى الثانوي.
بعد سنوات طوال من العمل في مجال التعليم والموسيقى والمسرح، بدأت ميسون سرور أولى خطواتها في مجال الكتابة والأدب، بنشر رواياتها ومؤلفاتها وطرحها للقراء من خلال المكتبات والمعارض الدولية.

## المسيرة الأدبية
نشرت أولى رواياتها عام 2013م وهي رواية "غيرت حياتي"، والتي صدر الجزء الأول منها عام 2013م ثم أعيد إصدارها كاملة عام 2015م عن دار سما للنشر والتوزيع، تماماً كما حدث مع عملها الأدبي الثاني الذي صدر أول أبريل 2014م وهو كتابها "لحظة مصير"، الذي يعد أول عمل أدبي وفني يوثق تضحيات وبطولات شهداء وأبطال الشرطة المصرية والجيش المصري، وأعيد إصدار المجموعة الروائية " لحظة مصير" مع رواية "غيرت حياتي" عام 2015م عن دار سما للنشر والتوزيع.
عام 2016م صدرت لها الرواية الثالثة، وهي رواية "رحمة"، والتي تعد من أهم أعمال ميسون وقد حققت أعلى المبيعات في معرض القاهرة الدولي للكتاب 2016م، وصنفتها المواقع العربية من أهم 50 كتاب بالوطن العربي صدروا في 2016م، وكان ذلك لما طرحته رواية (رحمة) من موضوع جريء خطر وقضايا شائكة مست قلب المجتمع الشرقي والعربي، فأثارت جدل القراء والصحافة.

## أعمالها الأدبية والفنية

### روايات ومجموعات قصصية
1. رواية غيرت حياتي.[7]
2. ملحمة لحظة مصير.[8][9]
3. رواية رحمة.
4. رواية أقوى من الرصاص.[10]
5. رواية رحمة 2 (سيف رحمة).[6]
6. رواية تحت الحصار.[11]
7. رواية فارس النيل والأميرة المحاربة.[12]
8. رواية فارس النيل 2 (فارس النيل وكتاب السحر الأسود).[13]
9. رواية عشـق ابن صهيـون.[14]
10. رواية يوميات ونيس[15].[16]
11. رواية رحمة 3 (مواجهة المجهول)[17]
12. رواية أمنية الموت - Death Wish ترجمة ومعالجـة.
13. رواية آدم السيـاف وابنة الجنـرال.[18]
14. ملحمـة فرسـان الحـب والحــرب - (Crossover Novel لأبطال خمس روايات كاملة).[19][20]
15. رواية لآخر العـمر.[21]
16. رواية شكاوَى مُحرمَّة - (Crossover Novel مع أبطال رواية رحمة) [2]
17. رواية رحمة 4 (قربان الدم 1 - سفاح الأجنة) -  (Crossover Novel مع أبطال رواية شكاوى محرمة)

### مسرحيات
- مسرحية شهـداء العـرب - عام 2001م

### قصائد وأشعار
- قصيدة كلمـة في نفسي (شعر بالعامية المصرية، تمت اذاعتها في البرنامج التلفزيوني شباب في شباب عام 2013م)[22]
- قصيدة مع شروق الشمس (شعر بالفصحى، نشرت في صحيفة الوطن في 09 سبتمبر 2014م)[23]
- قصيدة مسمـوحٌ الدخـول (شعر بالفصحى، نُشرت في صحيفة الوطن في 16 سبتمبر 2014م)[24]
- قصيدة إلا دمعـة عينـك يا بلدي (شعر بالعامية، قدمت في برنامج «بالعربى» «إذاعة صوت العرب» [25] وقدمت في برنامج «صباحك مصري» قناة «MBC مصر2» في 2015م)[26]

### مؤلفات موسيقية وأغاني
- أغنية يانانوو (كلمات ميسون سرور وألحان مصطفى سرور وتوزيع تومة، قدمت في ألبوم منوعات موسيقية «آن الأوان» صدر في أواخر التسعينات من إنتاج سكراتش للإنتاج الفني) [27]
- أغنية يا خروف قرب (للأطفال بمناسبة عيد الأضحى، كلمات وألحان «ميسون سرور»، توزيع الموزع «أحمد إبراهيم»، غناء الفنانة «أميرة فتحي»، طرحت الأغنية في 2013م).[28]
- أغنية كان بينكم إيه (كلمات «ميسون سرور»، لحن وتوزيع الفنان «نعمان»، قدمت لأول مرة في برنامج «شباب في شباب» على «قناة النيل الثقافية» عام 2013م).[29]
- أغنية أنا المجنون (كلمات وألحان «ميسون سرور» قدمت لأول مرة في برنامج «شباب في شباب» على «قناة النيل الثقافية» عام 2014م).[30]